# Суфиянов, Айдар Рифгатович
Айдар Рифгатович Суфиянов (род. 21 июля 1972, г. Туймазы, Башкирская АССР, РСФСР, СССР) — российский инженер, чиновник, глава администрации муниципального района  Туймазинский район Республики Башкортостан (29 октября 2013—26 сентября 2024), член партии «Единая Россия», секретарь местного отделения. 

## Биография
Родился 21 июля 1972 в г. Туймазы Башкирской АССР. 
В 1989 году поступил на работу слесарем-ремонтником сварочного цеха Туймазинского завода автобетоновозов. В 1990 году поступил, в 1995 году окончил Ивановскую государственную химико-технологическую академию по специальности «инженер химик-технолог». В 2000 году окончил Башкирскую академию госслужбы и управления при Главе Республики Башкортостан, специальность «юрист». 
С 1995 по 2003 работал заведующий отделом молодёжи Администрации г. Туймазы и Туймазинского района. 
В 2004—2007 году директор МУП «Управление жилищно-коммунального хозяйства» г. Туймазы, с 2007 года — заместитель главы Администрации муниципального района Туймазинский район. 
С октября 2013 по сентябрь 2024 года — глава администрации муниципального района  Туймазинский район Республики Башкортостан. 
Женат, двое сыновей.